# Gaspacho alentejano

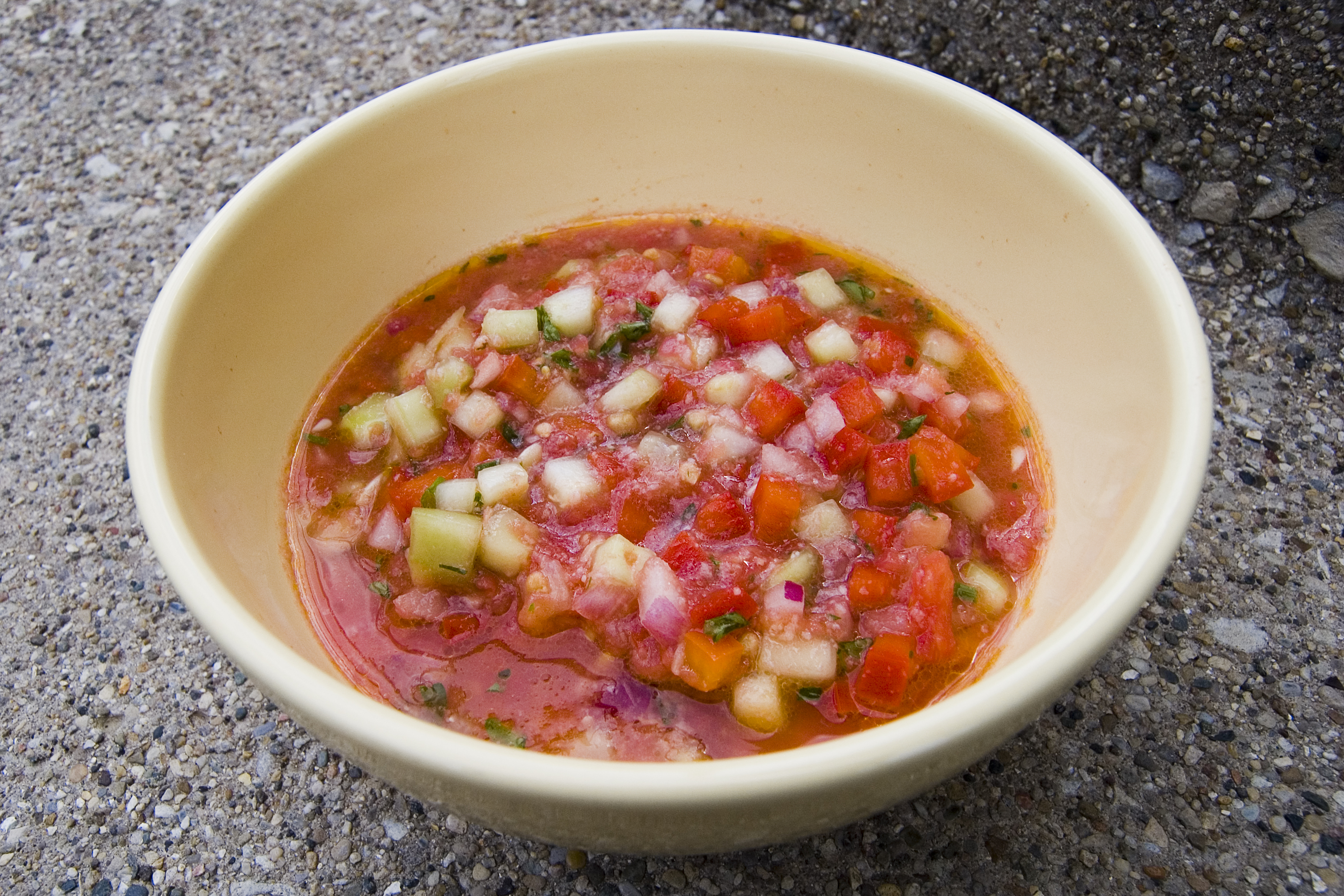
Um gaspacho à moda portuguesa, mas sem pão.

O gaspacho alentejano é um prato típico de Portugal feito à base de pão de miga ou pão de forma, tomate, pepino, pimentão verde, alho, água gelada, orégano, vinagre de vinho, azeite de oliva e sal. Para iniciar, será observada uma mostragem da aproximação da culinária de Portugal com a da Espanha. É o gaspacho alentejano, em que o tomate é um ingrediente muito importante para uma sopa gelada na qual os outros ingredientes supendem-se, incluindo o pão. O pão tem que possuir um ou dois dias e, nesse contexto, insere-se esse alimento no gaspacho quando este é servido. O pão de miga é um autêntico alimento de Portugal e possui massa feita de leite, manteiga, farinha, sal e açúcar.